# Berlin-Falkenhagener Feld

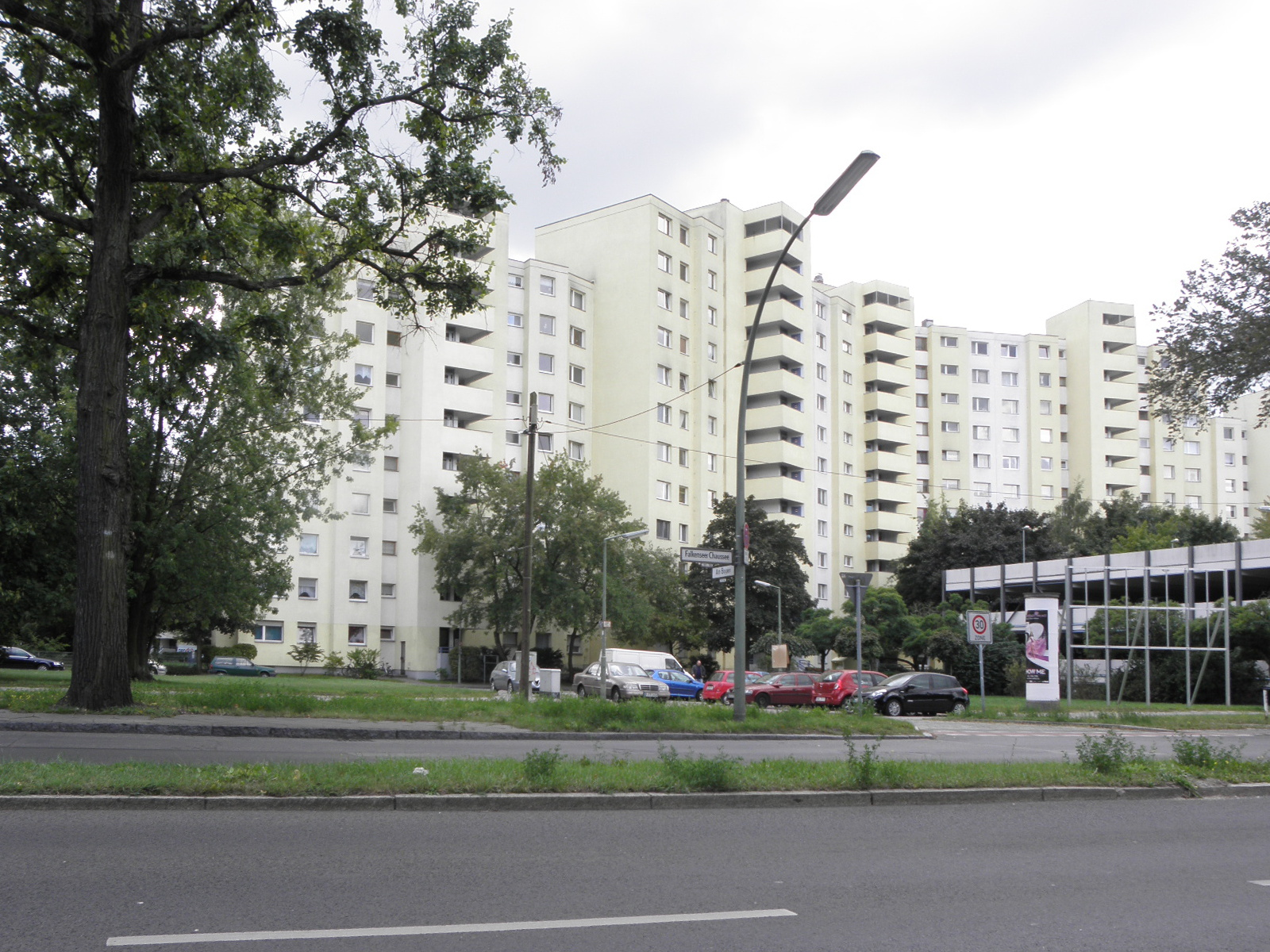
Falkenhagener Feld

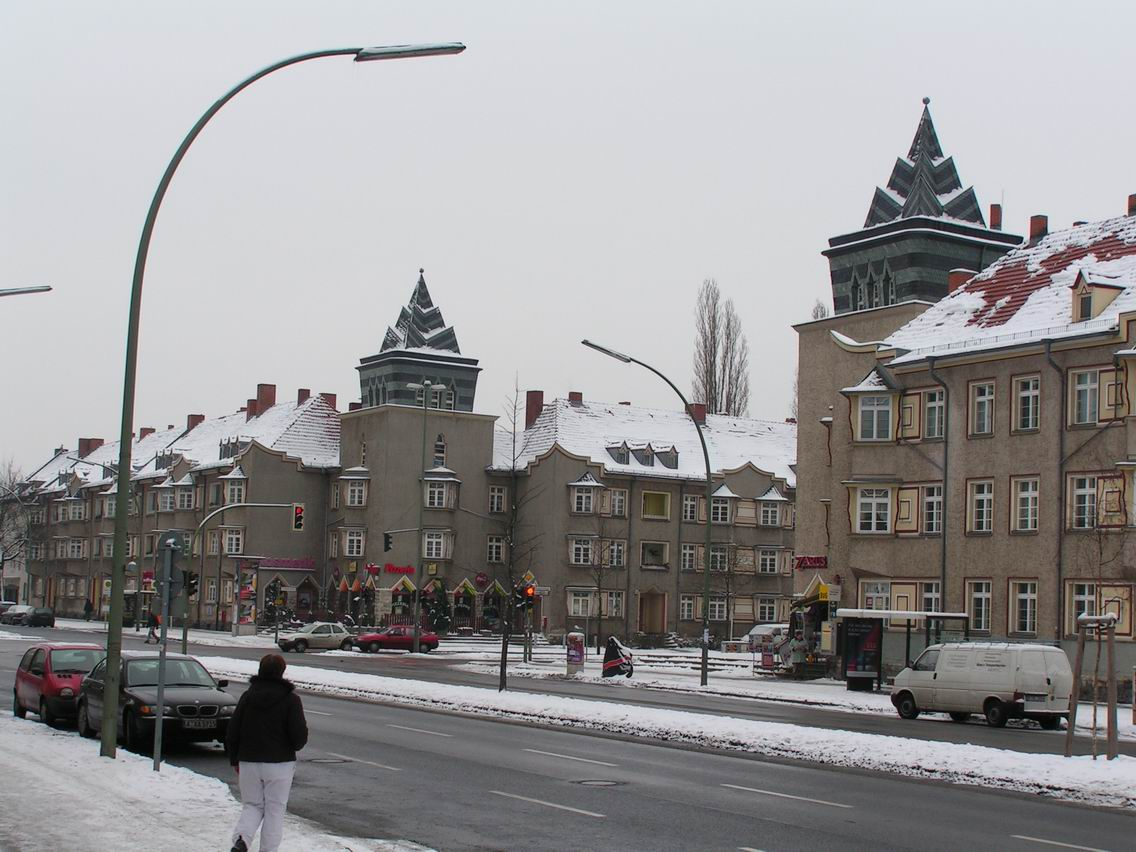
Kreuzung Falkenseer Chaussee / Zeppelinstraße

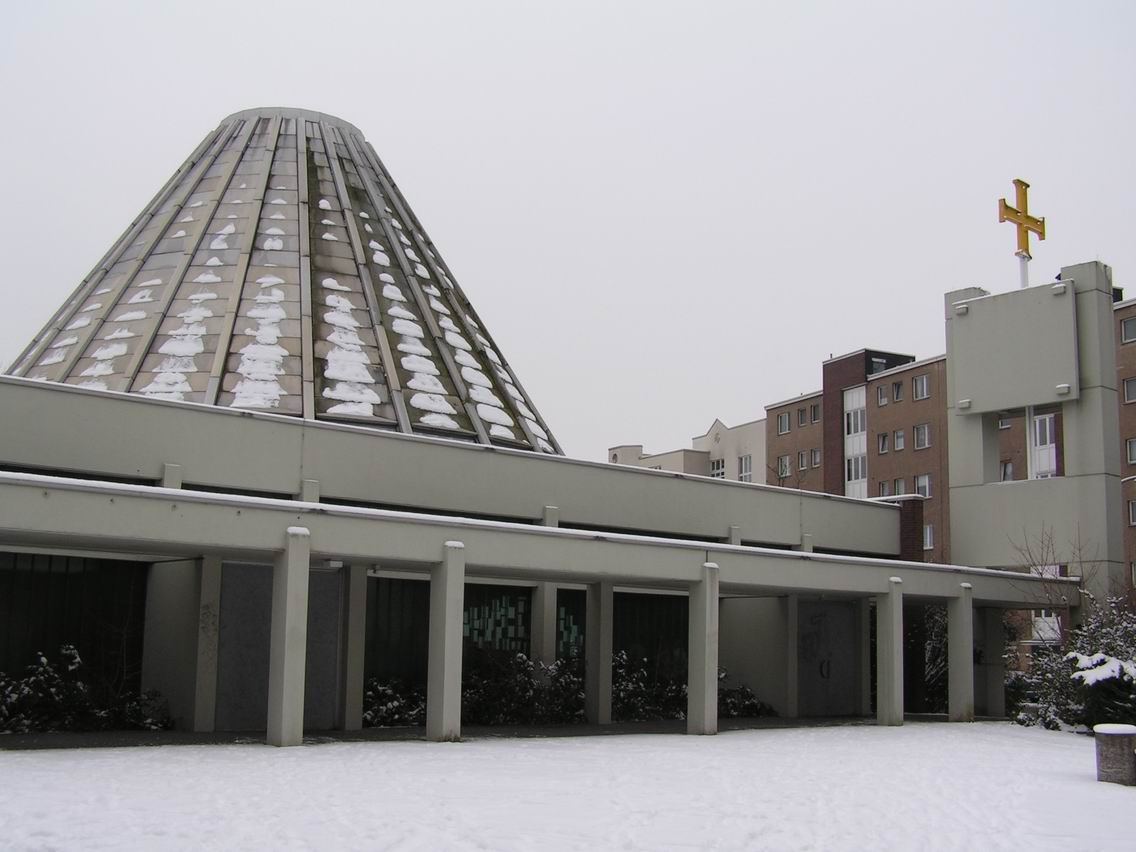
St.-Markus-Kirche

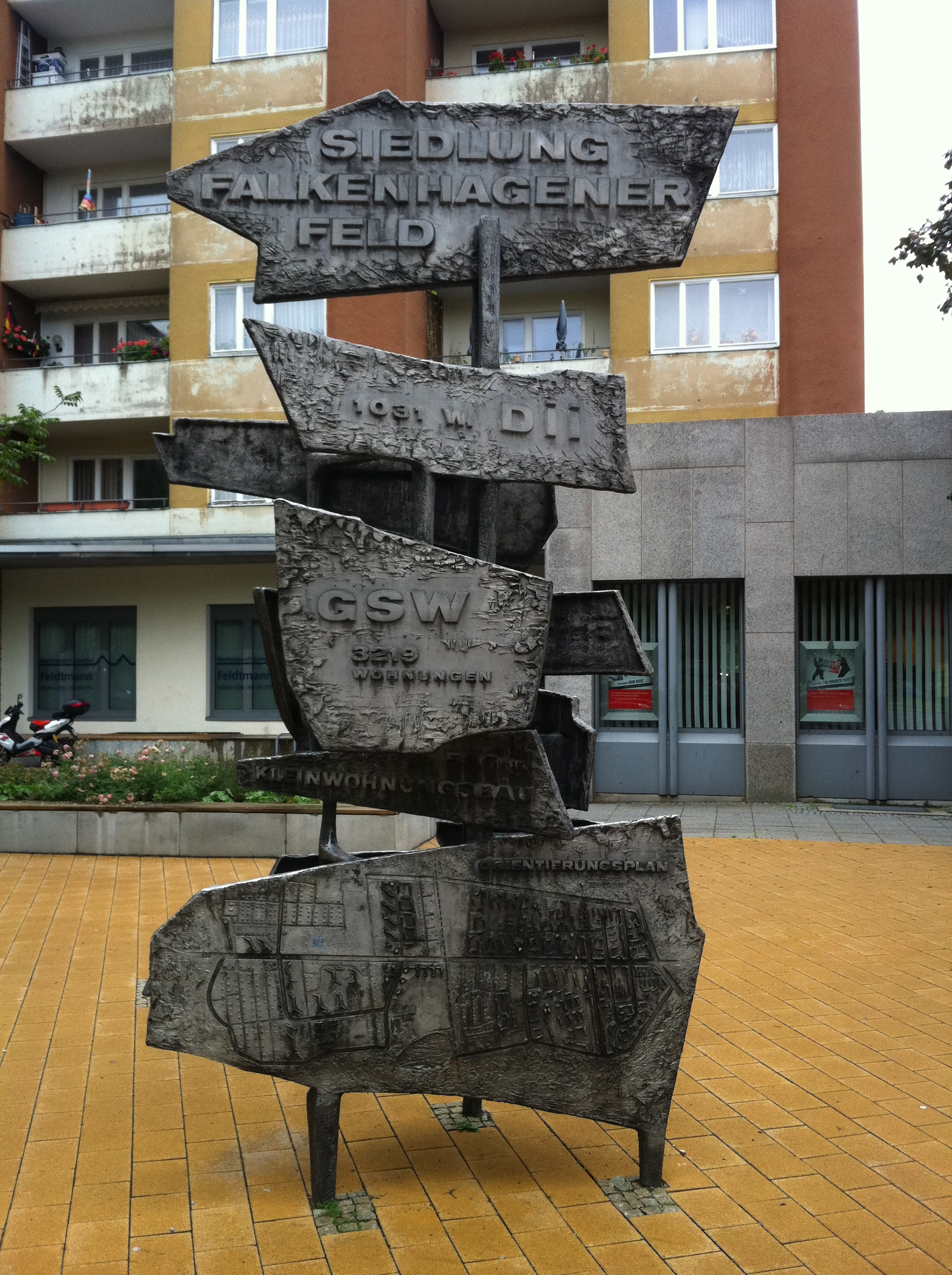
Denkmal Großsiedlung Falkenhagener Feld, Falkenseer Chaussee 33

Das Falkenhagener Feld ist ein Ortsteil im Bezirk Spandau in Berlin, der als städtische Großsiedlung Ende des 20. Jahrhunderts entstand.

## Geographie
Berlin-Falkenhagener Feld liegt im Naturraum der Zehdenick-Spandauer Havelniederung. Die Bebauung korrespondiert mit der Großsiedlung Heerstraße Nord im Ortsteil Staaken. Beide Siedlungen werden durch die Bahnstrecken der Lehrter Bahn und Hamburger Bahn voneinander getrennt.

## Geschichte
Das Falkenhagener Feld war ursprünglich ein durch Schrebergärten und Landwirtschaft genutztes Areal und schließt sich westlich an die Spandauer Altstadt, den Kern des Ortsteils Spandau, an. Bedingt durch Wohnungsmangel im damaligen West-Berlin wurde 1962 begonnen, hier eine Großsiedlung zu errichten. Die letzten Bauten wurden in den 1990er Jahren fertiggestellt. In jüngster Zeit verschärfen sich die sozialen Probleme des Falkenhagener Feldes, das auch als Zuzugsort von Migranten türkischer und russischer Herkunft bevorzugt wird. Ein Quartiersmanagement ist vom Bezirk inzwischen in die Wege geleitet worden, um das soziale Umkippen zu verhindern.

## Bevölkerung
| Jahr | Einwohner |
| ---- | --------- |
| 2007 | 34.792    |
| 2010 | 35.322    |
| 2015 | 37.024    |
| 2020 | 38.667    |

| Jahr | Einwohner |
| ---- | --------- |
| 2021 | 38.768    |
| 2022 | 39.477    |
| 2023 | 39.580    |
| 2024 | 39 922    |

Quelle: Statistischer Bericht A I 5. Einwohnerregisterstatistik Berlin. Bestand – Grunddaten. 31. Dezember. Amt für Statistik Berlin-Brandenburg (jeweilige Jahre)

## Sehenswürdigkeiten
- Häuser entlang der Zeppelinstraße mit ihren vier Türmen an der Kreuzung Falkenseer Chaussee, 1923 bis 1927 von Richard Ermisch im expressionistischen Stil erbaut
- St.-Markus-Kirche (römisch-katholisch), 1977 von Hermann Jünemann und Hans Schädel mit aluminiumverkleideter gerippter Kegelkuppel erbaut
- Jeremia-Kirche (evangelisch), 1961–1963 erbaut, Architekt Bodo Fleischer
- Zufluchtskirche (evangelisch), 1965–1967 erbaut, Architekt Bodo Fleischer
- Friedhof In den Kisseln, flächenmäßig größter Friedhof Berlins
- Spektegrünzug mit dem Großen Spektesee, Naherholungsgebiet an der südlichen Grenze des Falkenhagener Feldes

## Wirtschaft und Infrastruktur

### Wirtschaft
- Wasserwerk Spandau, 1897 eröffnet, 1959 erweitert

### Verkehr
Als Verbindung für den Individualverkehr von der Berliner Innenstadt steht in erster Linie die Falkenseer Chaussee zur Verfügung. Sie bildet die Hauptachse der Siedlung. Einst ein kleiner Sandweg, später eine normalbreite Straße, wurde sie Anfang der 1960er Jahre zu einer sechsspurigen Hauptstraße ausgebaut und bildet heute in westlicher Richtung eine der wichtigsten Verbindungen nach Falkensee im Land Brandenburg. Wichtige Zubringerstraßen sind zudem die Zeppelinstraße und eine neue Nordsüdpassage am dortigen Kiesteich, die in den 1990er Jahren entstand.
Das Falkenhagener Feld wird im ÖPNV ausschließlich durch Buslinien (u. a. die Linie M37) erschlossen.
Eine geplante Verlängerung der U-Bahn-Linie U7 bis Heerstraße Nord ist im Koalitionsvertrag der Berliner Regierungsparteien von 2021 enthalten.
Die Bötzowbahn der Havelländischen Eisenbahn quert das Falkenhagener Feld in Nord-Süd-Richtung. Der Personenverkehr auf dieser Strecke wurde 1950 eingestellt.
Das Falkenhagener Feld befand sich bis zur Schließung des Flughafens Tegel in dessen Anflugschneise.

### Bildung
Ein Schulzentrum befindet sich im Spektefeld mit Grundschule (Grundschule im Beerwinkel), zwei Gesamtschulen (Martin-Buber-Oberschule, B.-Traven-Oberschule) und Berufsschulen.

### Gesundheit
An der nordwestlichen Ecke des Falkenhagener Feldes befindet sich das Evangelische Waldkrankenhaus. Ursprünglich für die Arbeiter der in den 1930er Jahren geplanten Großen Halle als Lager errichtet, wurde es ab 1945 zu einem Krankenhausbetrieb umgewandelt. 1947 gründete der Träger der evangelischen Krankenhausarbeit das Evangelische Waldkrankenhaus Spandau. Die Baracken werden heute teilweise noch für Klinikzwecke genutzt, das Krankenhaus selbst ist in einem modernen Klinikgroßbau untergebracht.

## Persönlichkeiten des Ortsteils
- Lorenz Gawol (1929–2001), Pfarrer der St.-Markus-Gemeinde
- Bodo Fleischer (1930–2013), Architekt der Jeremia-Kirche und der Zufluchtskirche
- Helmut Kleebank (* 1964), Politiker (SPD), im Falkenhagener Feld aufgewachsen